# Julianna Peña
Julianna Nicole Peña (Spokane, 19 agosto 1989) è una lottatrice di arti marziali miste statunitense di origini venezuelane.
Combatte nella divisione dei pesi gallo per l'organizzazione statunitense UFC dove è la campionessa di categoria. Inoltre è stata la prima donna a vincere una stagione del reality show The Ultimate Fighter.

## Carriera nelle arti marziali miste

### Gli inizi
Julianna debutta nelle MMA professionistiche nel 2009, due anni dopo essersi diplomata, inanellando una serie di quattro vittorie e una sconfitta che attira l'attenzione della UFC: nell'agosto del 2013 viene infatti scelta come una delle partecipanti alla stagione di The Ultimate Fighter che vede fronteggiarsi come allenatrici Ronda Rousey e Miesha Tate, venendo scelta da quest'ultima.

### Ultimate Fighting Championship
Il suo debutto ufficiale per la UFC avviene contro Jessica Rakoczy il 30 novembre 2013, in occasione dell'evento The Ultimate Fighter 18 Finale, aggiudicandosi la vittoria per KO tecnico nei secondi finali della prima ripresa.
L’11 dicembre 2021 nell’evento UFC 269 diventa campionessa dei pesi gallo femminili, battendo contro tutti i pronostici la brasiliana Amanda Nunes imbattutta dal 2014.
Il 5 febbraio 2022 è stato annunciato che Peña e Amanda Nunes saranno i coaches per The Ultimate Fighter 30 su ESPN+ e lo show vedrà contendenti delle divisioni dei pesi piuma e dei pesi gallo.

## Risultati nelle arti marziali miste
| Risultato | Record | Avversario           | Metodo                                   | Evento                                                 | Data             | Round | Tempo | Luogo                          | Note                                                                            |
| --------- | ------ | -------------------- | ---------------------------------------- | ------------------------------------------------------ | ---------------- | ----- | ----- | ------------------------------ | ------------------------------------------------------------------------------- |
| Vittoria  | 12-5   | Raquel Pennington    | Decisione (non unanime)                  | UFC 307                                                | 5 ottobre 2024   | 5     | 5:00  | Salt Lake City, Stati Uniti    | Vince il titolo dei pesi gallo femminili UFC                                    |
| Sconfitta | 11–5   | Amanda Nunes         | Decisione (unanime)                      | UFC 277                                                | 30 luglio 2022   | 5     | 5:00  | Dallas, Stati Uniti            | Perde il titolo dei pesi gallo femminili UFC                                    |
| Vittoria  | 11–4   | Amanda Nunes         | Sottomissione (rear-naked choke)         | UFC 269: Oliveira vs. Porier                           | 11 dicembre 2021 | 2     | 3:26  | Las Vegas, Stati Uniti         | Vince il titolo dei pesi gallo femminili UFC.                                   |
| Vittoria  | 10–4   | Sara McMann          | Sottomissione (rear-naked choke)         | UFC 257                                                | 24 gennaio 2021  | 3     | 3:39  | Abu Dhabi, Emirati Arabi Uniti |                                                                                 |
| Sconfitta | 9–4    | Germaine de Randamie | Sottomissione tecnica (guillotine choke) | UFC on ESPN: Holm vs. Aldana                           | 4 ottobre 2020   | 3     | 3:25  | Abu Dhabi, Emirati Arabi Uniti |                                                                                 |
| Vittoria  | 9–3    | Nicco Montaño        | Decisione (unanime)                      | UFC Fight Night: de Randamie vs. Ladd                  | 13 luglio 2019   | 3     | 5:00  | Sacramento, Stati Uniti        |                                                                                 |
| Sconfitta | 8–3    | Valentina Shevchenko | Sottomissione (armbar)                   | UFC on Fox: Shevchenko vs. Peña                        | 28 gennaio 2017  | 2     | 4:29  | Denver, Stati Uniti            |                                                                                 |
| Vittoria  | 8–2    | Cat Zingano          | Decisione (unanime)                      | UFC 200                                                | 9 luglio 2016    | 3     | 5:00  | Las Vegas, Stati Uniti         |                                                                                 |
| Vittoria  | 7–2    | Jessica Eye          | Decisione (unanime)                      | UFC 192                                                | 3 ottobre 2015   | 3     | 5:00  | Houston, Stati Uniti           |                                                                                 |
| Vittoria  | 6–2    | Milana Dudieva       | KO Tecnico (pugni e gomitate)            | UFC Fight Night: Mendes vs. Lamas                      | 4 aprile 2015    | 1     | 3:59  | Fairfax, Stati Uniti           | Performance of the Night.                                                       |
| Vittoria  | 5–2    | Jessica Rakoczy      | KO Tecnico (pugni)                       | The Ultimate Fighter: Team Rousey vs. Team Tate Finale | 30 novembre 2013 | 1     | 4:59  | Las Vegas, Stati Uniti         | Vince il torneo dei pesi gallo femminili nel reality show The Ultimate Fighter. |
| Sconfitta | 4–2    | DeAnna Bennett       | Decisione (unanime)                      | Showdown Fights 10                                     | 8 febbraio 2013  | 3     | 5:00  | Orem, Stati Uniti              | Incontro nei pesi mosca.                                                        |
| Sconfitta | 4–1    | Sarah Moras          | KO Tecnico (stop medico)                 | Conquest of the Cage 11                                | 19 aprile 2009   | 2     | 5:00  | Airway Heights, Stati Uniti    |                                                                                 |
| Vittoria  | 4–0    | Rachael Swatez       | Sottomissione (guillotine choke)         | Conquest of the Cage 10                                | 15 dicembre 2011 | 2     | 0:17  | Airway Heights, Stati Uniti    |                                                                                 |
| Vittoria  | 3–0    | Stephanie Webber     | Sottomissione (armbar)                   | CageSport 8                                            | 5 dicembre 2009  | 2     | 2:54  | Tacoma, Stati Uniti            |                                                                                 |
| Vittoria  | 2–0    | Robyn Dunne          | KO Tecnico (pugni)                       | IFC: Caged Combat                                      | 15 agosto 2009   | 1     | N/A   | Penticton, Canada              |                                                                                 |
| Vittoria  | 1–0    | Raylene Harvey       | Sottomissione (rear-naked choke)         | ExciteFight                                            | 9 maggio 2009    | 1     | 2:58  | Spokane, Stati Uniti           |                                                                                 |